# UAE Royals
O UAE Royals é um time de tênis baseado na cidade de Dubai, Emirados Árabes Unidos, que compete na International Premier Tennis League (IPTL). É uma das quatro franquias fundadoras que participaram da temporada inaugural da IPTL de 2014. A equipe que participou da temporada de 2015 contou com a presença de Roger Federer e Ana Ivanovic.

## História do time

### Fundação da franquia
Em 21 de janeiro de 2014, a IPTL anunciou que uma das franquias de carta patente para a temporada inaugural da IPTL de 2014 seria baseada no Oriente Médio. Em 2 de março de 2014, a IPTL revelou que a franquia do Oriente Médio jogaria suas partidas em casa, em Dubai, Emirados Árabes Unidos. A equipe é de propriedade de Neelesh Bhatnagar, um dos principais empresários de Dubai; e Sachin Gadoya, diretor administrativo da Musafir.com, uma agência de viagens com base na Internet. O jogador de críquete indiano Virat Kohli também foi introduzido como co-proprietário da franquia em 10 de setembro de 2015.

### Draft inaugural
A franquia de Dubai participou no projeto inaugural da IPTL em 2 de março de 2014, em Dubai, Emirados Árabes Unidos. Os jogadores selecionados por Dubai foram:
| Jogador                                        | Categoria IPTL      |
| ---------------------------------------------- | ------------------- |
| Homens                                         |                     |
| Novak Djokovic (em sérvio: Новак Ђоковић)      | Jogadores ícone     |
| Janko Tipsarević (em sérvio: Јанко Типсаревић) | Categoria D         |
| Goran Ivanišević                               | Campeões do passado |
| Nenad Zimonjić (em sérvio: Ненад Зимоњић)      | Duplistas           |
| Malek Jaziri (em árabe: مالك الجزيري)          | Sem categoria       |
| Mulheres                                       |                     |
| Caroline Wozniacki                             | Jogadores ícone     |
| Martina Hingis                                 | Categoria C         |

### Nome do time
Em maio de 2014, a equipe era conhecida como os UAE Falcons. Em junho de 2014, os Falcons se tornaram conhecidos como UAE Royals.

### Sede
Os UAE Royals anunciaram que seus jogos em casa seriam disputados no Dubai Duty Free Stadium, na temporada de 2015. A equipe jogou suas partidas em casa no Complexo Esportivo Hamdan bin Mohammed bin Rashid durante a primeira temporada da liga.

### Primeiro treinador
Em 27 de outubro de 2014, John-Laffnie de Jager foi nomeado o primeiro treinador dos Royals.

## Cobertura da televisão
Em 7 de novembro de 2014, IPTL anunciou que tinha chegado a um acordo sobre os direitos de transmissão de televisão no Oriente Médio e no Norte da África com a Abu Dhabi Media. Os direitos continuam com a Abu Dhabi Media para a temporada de 2015.

## Plantel atual
- Atualizado em 17 de dezembro de 2015:[11]
- Roger Federer
- Ana Ivanovic
- Marin Čilić
- Goran Ivanišević
- Tomas Berdych
- Daniel Nestor
- Kristina Mladenovic